# Stempelschneidekunst
Als Stempelschneidekunst bezeichnet man die Kunst, Figuren, Wappen und Buchstaben in Stempel aus Metall je nach Erfordernis des Abdrucks vertieft (Matrize) oder erhaben (Patrize) darzustellen. 
Diese Arbeit wird in der heutigen Zeit von Graveuren erledigt. Die Herstellung geschieht meistens mit mechanischen Maschinen mittels Modell, das danach „abkopiert“, das heißt abgetastet, wird. Die staatlichen Münzen haben meist Graveure angestellt, um für die Münzherstellung ihre Werkzeuge zu erstellen. In früherer Zeit wurden die Gravuren mittels Stichel und Meißel in das Metall „eingegraben“ und graviert. Zahlen und sich oft wiederholende kleine Zeichen (Sternchen, Kreuze etc.) werden mit Punzen eingeschlagen.
Zu den Stempelschneidern gehören daher auch die Petschierer und die Schriftschneider, doch findet die eigentliche Anwendung der Stempelschneidekunst besonders für Münzen und Medaillen statt.